# Бердигестях
Бердигестях— село в Якутии. Административный центр Горного улуса, самый крупный его населённый пункт.

## География
Село расположено в 185 км западнее Якутска на реке Матта (бассейн Лены).

## История села
Основано в 1931 г.

## Население
| 1939  | 1959  | 1970  | 1979  | 1989  | 2002  | 2010  |
| ----- | ----- | ----- | ----- | ----- | ----- | ----- |
| 456   | ↗1665 | ↗2968 | ↗4004 | ↗5030 | ↗6149 | ↗6462 |
| 2021  |       |       |       |       |       |       |
| ↗6956 |       |       |       |       |       |       |

## Инфраструктура
- Краеведческий музей
- Музей Великой Отечественной войны
- Центральная улусная больница, имеющая статус региональной (обслуживает и близлежащие улусы)
- Почтовое отделение

## Образование
- Бердигестяхская улусная гимназия
- Бердигестяхская средняя общеобразовательная школа имени С. П. Данилова

Образована в 1994 году.
- Бердигестяхская Средняя Общеобразовательная Школа с Углубленным Изучением Отдельных Предметов имени А. Н. Осипова.(БСОШ с УИОП А. Н. Осипова)

- Детско-юношеская спортивная школа
- Хореографическая школа
- Музыкальная школа

## Экономика
- Автозаправочные станции
- Кафе
- Сеть магазинов
- Салоны связи
- Парикмахерские
- Фотопринт
- Фото-студии

## Транспорт
С Якутском связан круглогодичной автомобильной дорогой федерального значения «Вилюй».
Имеется аэропорт принимающий самолёты типа «АН-2».
Также с Якутском связан междугородним маршрутом № 202 Якутск-Бердигестях

## Связь
Отделение стационарной связи филиала «Ростелеком».
Станции сотовой связи компаний «Мегафон», «МТС» и «Билайн»

## Галерея

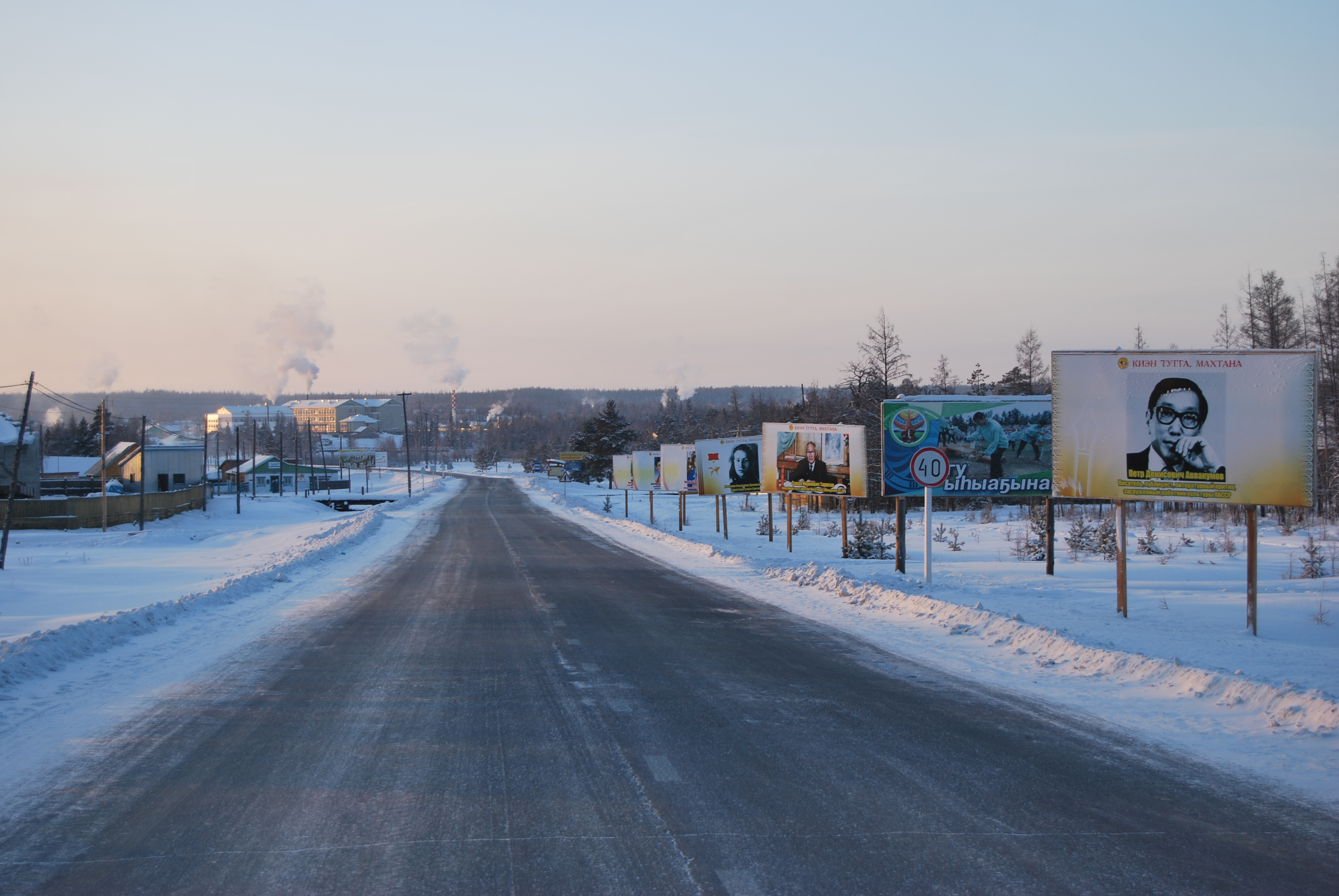
Въезд в село
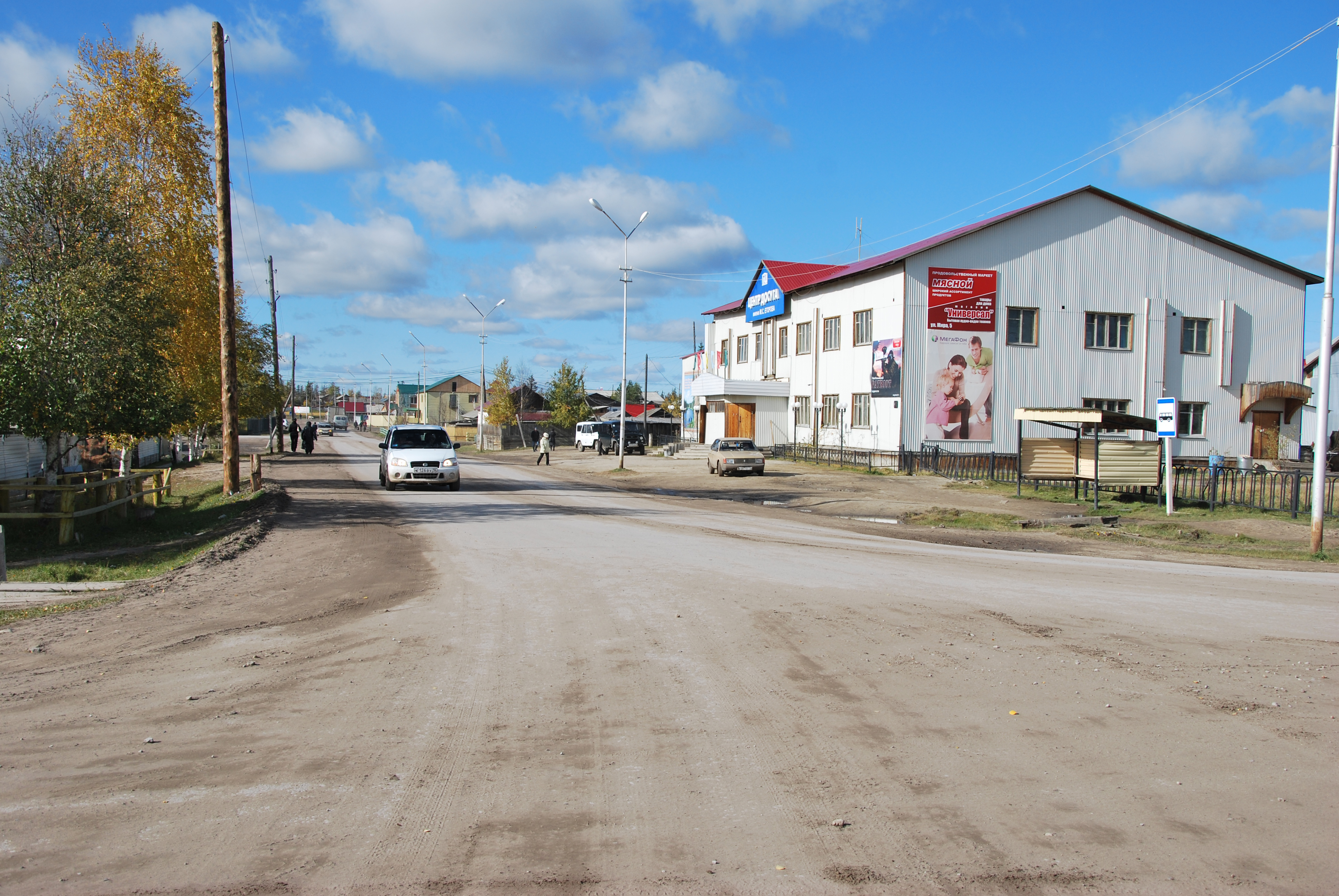
Центральная улица с.Бердигестях
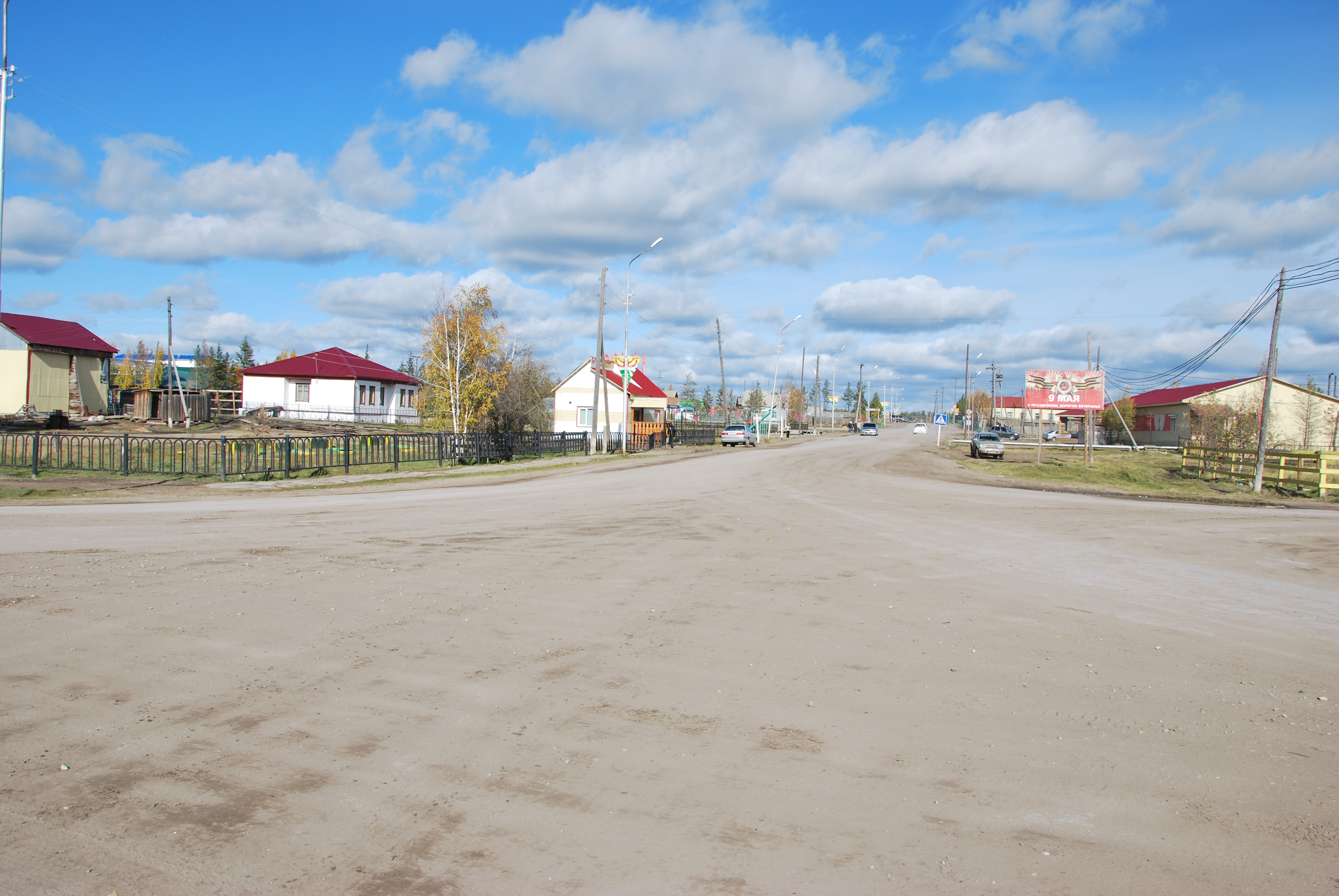
Центральная улица с.Бердигестях
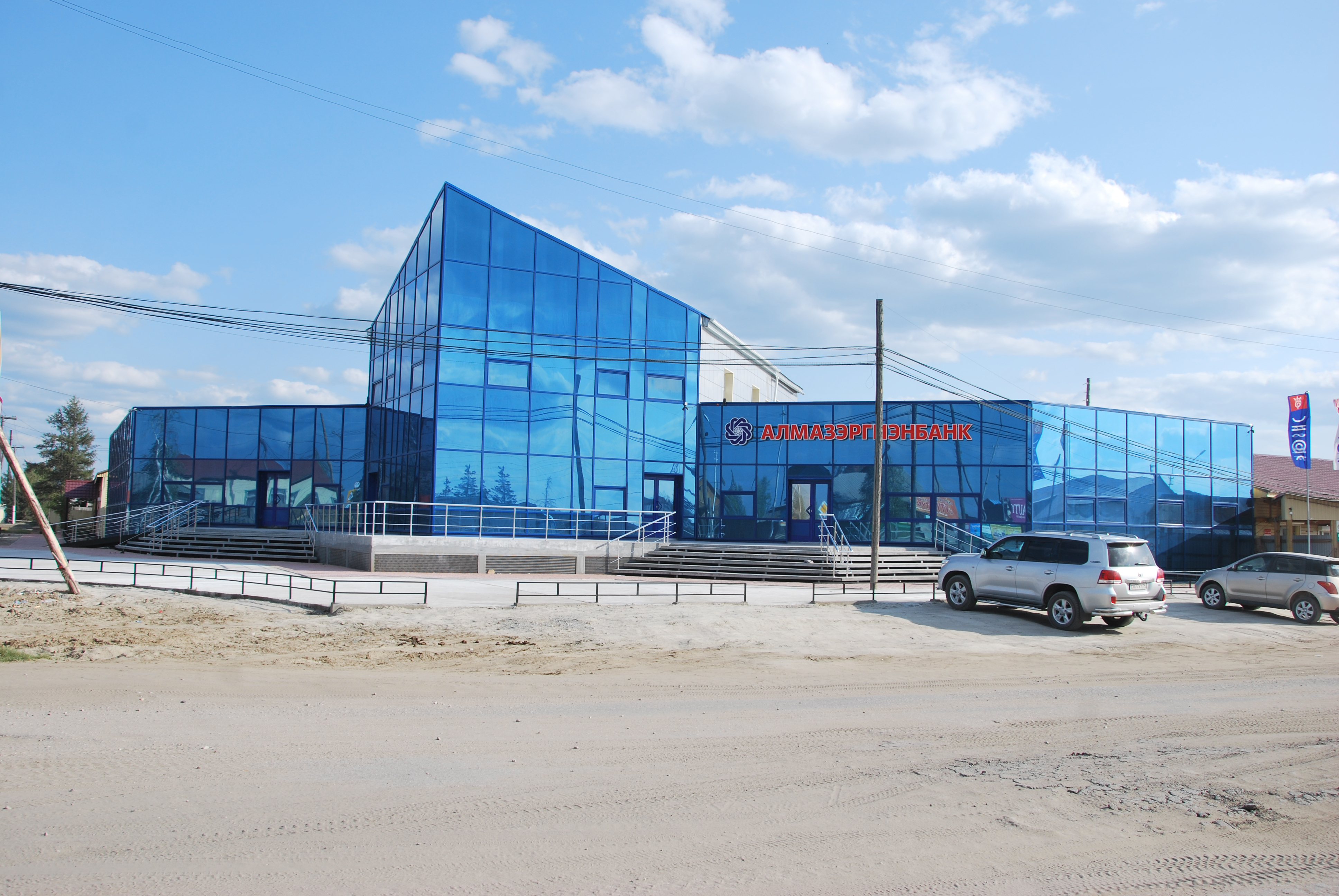
Новое зеркальное здание в центре села